# Teatro Blanquita de Ciudad de México
El Teatro Blanquita estava situat en un terreny on el 1891 es va construir el Teatro Circo Orrin, un dels sis teatres que existien llavors a Ciutat de Mèxic.
Quan va tancar, el 1906, el "Circo Bell" va continuar les representacions teatrals i d'altres arts escèniques dirigides a les classes populars fins que fou enderrocat el 1910. Dècades més tard en el mateix lloc s'aixecà la “Carpa Margo”. Pel seu escenari varen actuar Dámaso Pérez Prado, Luis Alcaráz, Los Diamantes, Celia Cruz i María Victoria, entre d'altres. La carpa va ser enderrocada el 1958 però dos anys més tard i altre cop per iniciativa de Margo Su, s'inicien les representacions al Teatro Blanquita, que duu aquest nom per la filla de Margo i Félix. Molta gent que visita la ciutat s'acosta a aquest local.
Adreça:
Eje Central Lázaro Cárdenas 16
Col. Guerrero
CP 06300, Cuauhtémoc, Distrito Federal